# 103738 Stephaniewilson
103738 Stephaniewilson è un asteroide della fascia principale. Scoperto nel 2000, presenta un'orbita caratterizzata da un semiasse maggiore pari a 2,7042033 au e da un'eccentricità di 0,0627582, inclinata di 3,40586° rispetto all'eclittica.